# Апасео-эль-Альто (муниципалитет)
Апасео-эль-Альто (исп. Apaseo el Alto) — муниципалитет в Мексике, штат Гуанахуато, с административным центром в одноимённом городе. Численность населения, по данным переписи 2010 года, составила 64 433 человека.

## Общие сведения
Название Apaseo с языка пурепеча можно перевести как «место обитания опоссумов». El Alto с испанского языка можно перевести как верхний.
Площадь муниципалитета равна 374 км², что составляет 1,22 % от общей площади штата. Он граничит с другими муниципалитетами штата Гуанахуато: на севере с Апасео-эль-Гранде, на юге с Херекуаро, на западе с Тариморо и Селаей, а также на востоке граничит с другим штатом Мексики — Керетаро.

## Учреждение и состав
Муниципалитет был образован 18 декабря 1947 года, в его состав входят 132 населённых пункта, самые крупные из которых:
| Код INEGI | Населённый пункт                                                                                    | Численность населения (2005 год) | Численность населения (2010 год) |
| --------- | --------------------------------------------------------------------------------------------------- | -------------------------------- | -------------------------------- |
| 004       | Всего                                                                                               | 57942                            | 64433                            |
| 0001      | Апасео-эль-Альто (исп. Apaseo el Alto) (административный центр)                                     | 25016                            | 27991                            |
| 0065      | Сан-Бартоломе-Агуас-Кальентес (исп. San Bartolomé Aguas Calientes) 20°29′44″ с. ш. 100°32′54″ з. д. | 3299                             | 3781                             |
| 0071      | Сан-Хуан-дель-Льянито (исп. San Juan del Llanito) 20°30′44″ с. ш. 100°32′30″ з. д.                  | 3099                             | 3729                             |
| 0019      | Ла-Куэвита (исп. La Cuevita) 20°20′17″ с. ш. 100°34′44″ з. д.                                       | 1886                             | 1952                             |
| 0062      | Сан-Антонио-Каличар (исп. San Antonio Calichar) 20°29′49″ с. ш. 100°30′59″ з. д.                    | 1729                             | 1914                             |
| 0045      | Охо-де-Агуа (исп. Ojo de Agua de la Trinidad) 20°23′39″ с. ш. 100°37′54″ з. д.                      | 1235                             | 1408                             |
| 0024      | Эль-Эспехо (исп. El Espejo) 20°26′27″ с. ш. 100°33′21″ з. д.                                        | 1105                             | 1247                             |
| 0038      | Маррокин (исп. Marroquín) 20°30′46″ с. ш. 100°33′35″ з. д.                                          | 1044                             | 1185                             |
| 0067      | Сан-Исидро-де-Гамбоа (исп. San Isidro de Gamboa) 20°23′44″ с. ш. 100°31′39″ з. д.                   | 1164                             | 1131                             |
| 0061      | Эль-Сальто-де-Эспехо (исп. El Salto de Espejo) 20°27′01″ с. ш. 100°30′19″ з. д.                     | 883                              | 1052                             |

## Экономика
По статистическим данным 2000 года, работоспособное население занято по секторам экономики в следующих пропорциях: сельское хозяйство, скотоводство и рыбная ловля — 20,1 %, промышленность и строительство — 36,5 %, сфера обслуживания и туризма — 38 %, прочее — 5,4 %.

## Инфраструктура
По статистическим данным 2010 года, инфраструктура развита следующим образом:
- электрификация: 97,2 %;
- водоснабжение: 97,3 %;
- водоотведение: 84,1 %.

## Фотографии

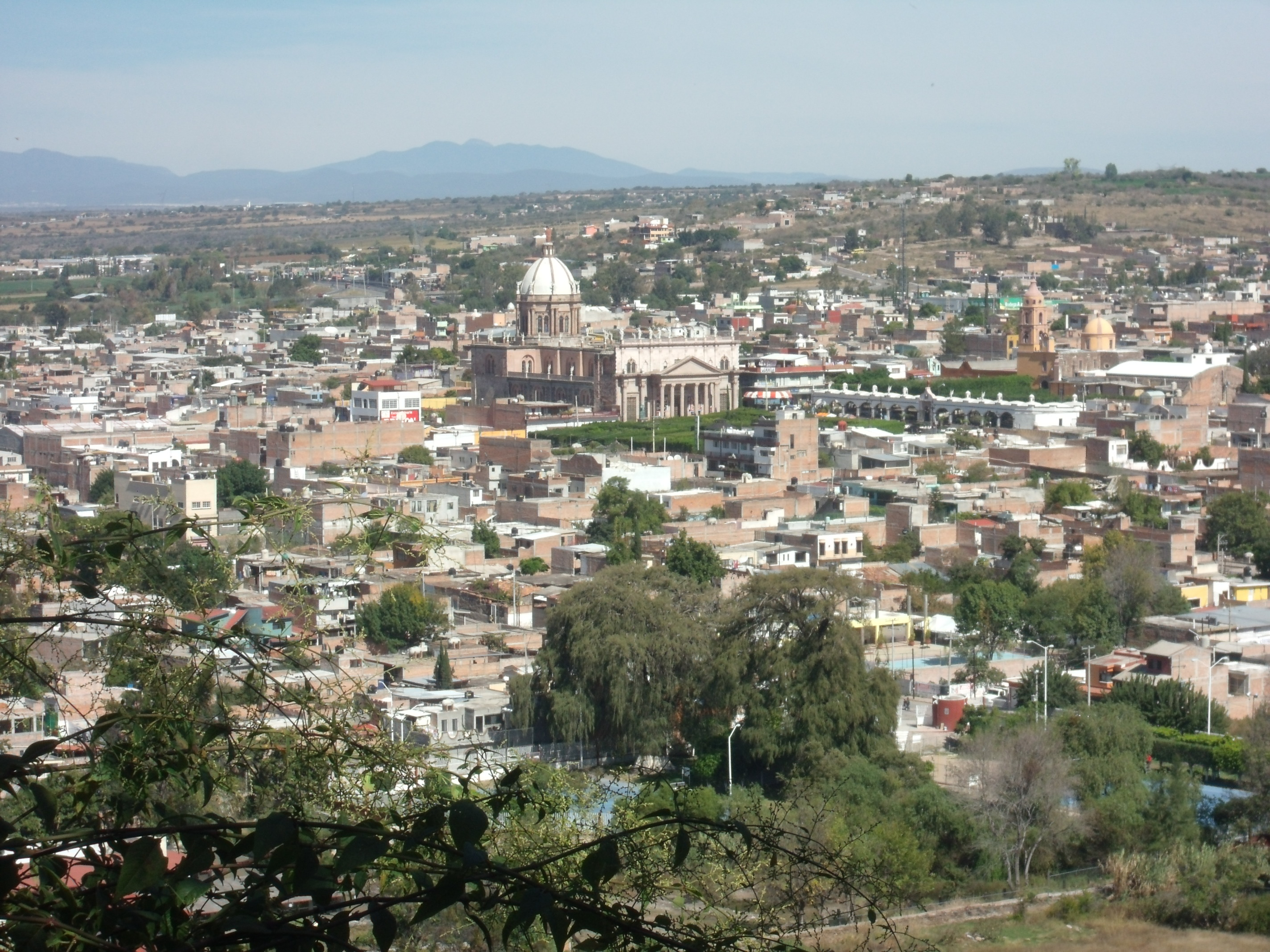
Вид на Апасео-эль-Альто
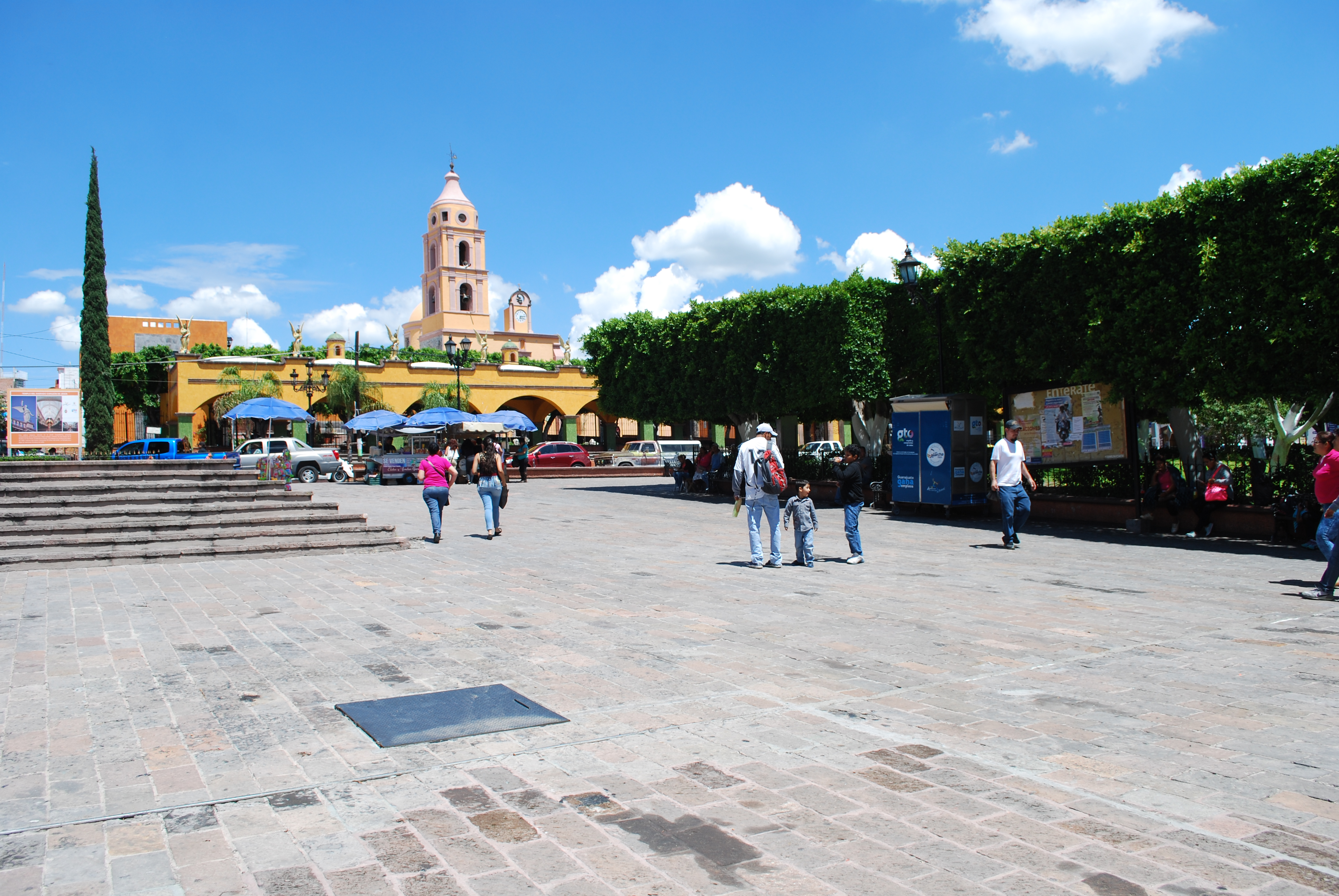
Центральная площадь Апасео-эль-Альто
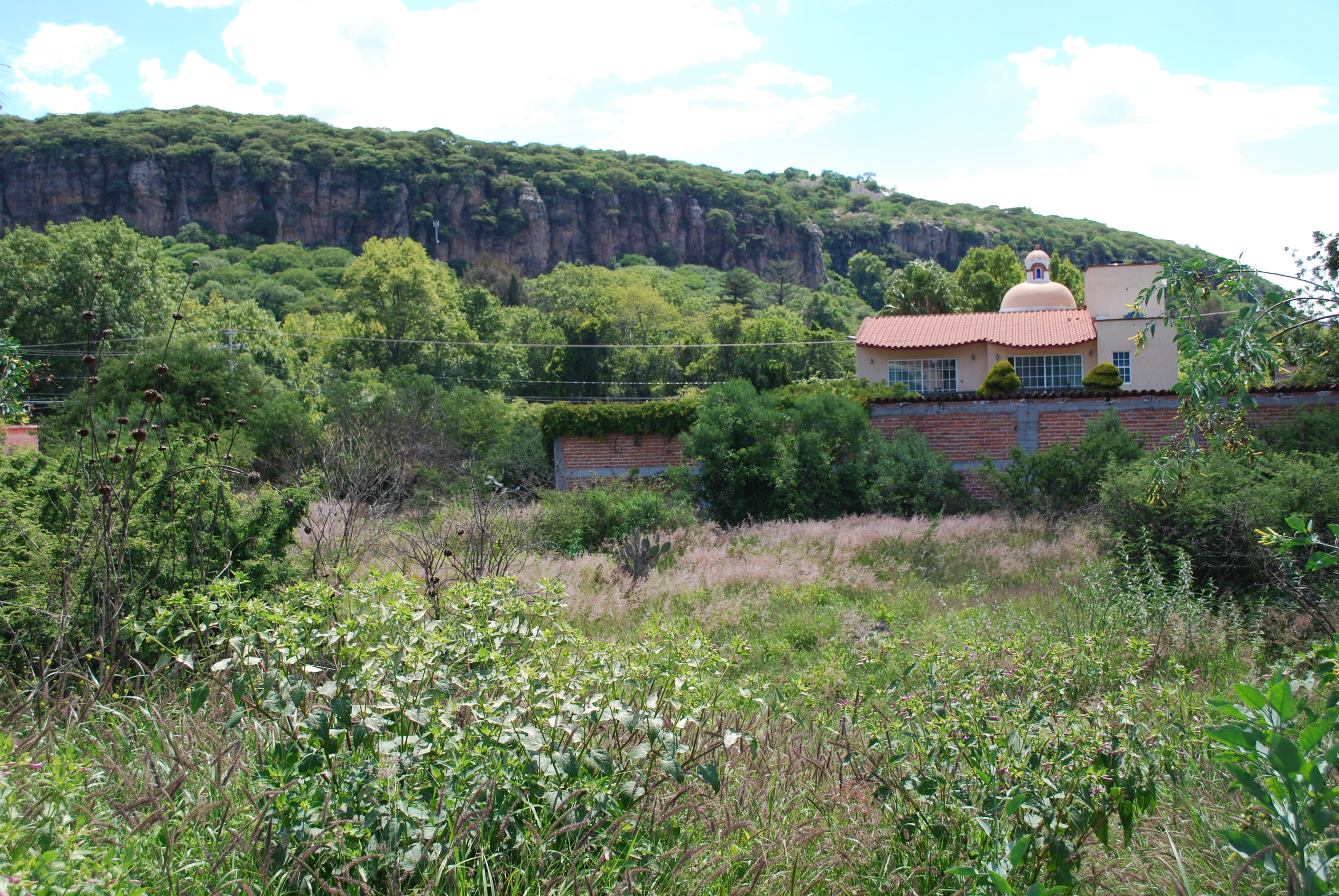
Окраины Апасео-эль-Альто